# L’Archer bassari
L’Archer bassari est un roman de Modibo Sounkalo Keita,. Paru en 1984 aux éditions Karthala, l’œuvre reçoit le grand prix littéraire d’Afrique noire la même année.